# Nodar Gabunia
Nodar Gabunia (Tbilisi, 9 luglio 1933 – Amsterdam, 31 agosto 2000) è stato un pianista, compositore e insegnante georgiano.
Il suo repertorio, piuttosto ampio, include composizioni proprie più lavori musicali di Johann Sebastian Bach, Beethoven, Bartók, Prokofiev e molti altri maestri.

## Biografia
Nodar Gabunia entrò al Conservatorio di Stato di Tbilisi nel 1951. Nel 1954 si trasferì a Mosca proseguendo quindi la sua formazione al Conservatorio Čajkovskij. Studiò pianoforte con Alexandre Goldenweiser e composizione con Aram Khachaturian. Dopo aver ottenuto il diploma nel 1962, iniziò immediatamente a insegnare al Conservatorio di Stato di Tbilisi, diventandone poi nel 1984 direttore, ruolo che tenne fino alla morte, anche se negli ultimi anni visse nei Paesi Bassi.
A livello internazionale, fu docente ospite al Conservatorio reale dell'Aia.
Nodar Gabunia svolse un'intensa attività di concertista. Come compositore fu fortemente caratterizzato dalla ricerca di un linguaggio musicale di origine georgiana, ma al tempo stesso cercò di fondere il romanticismo della musica della sua terra con le tendenze europee del tempo.
Per un breve periodo lavorò come funzionario dell'Unione Sovietica. Durante la sua vita, ottenne medaglie e riconoscimenti sia georgiani che internazionali. Nel 1973 vinse il Concorso Internazionale di Musica Grand Prix dell'Unesco.

## Opere principali

### Composizioni per orchestra

#### Sinfonie
- Sinfonia nr. 1 (1974)
- Sinfonia nr. 2 (1984)
- Sinfonia nr. 3 nota anche come Sinfonia Gioconda (1988)
- Poema-elegia per orchestra da camera (1974)

#### Concerti
- Concerto nr. 1 (1961)
- Concerto nr. 2 (1976)
- Concerto nr. 3 (1986)
- Concerto per violino (1981)

### Musica vocale
- Kwarkare Tutaberi (1973)

### Musica da camera
- Sonata per violino (1961)
- Sonata per tromba, piano e percussioni (1980)

### Musica per pianoforte
- Sonatina per piano (1961)
- Improvvisazione e Toccata (1962)
- Sonata per piano N°1 (1966)
- Sonata per piano N°2 (1968)
- Sonata per organo (1987)